# Umarła Kopka
Umarła Kopka (słow. Umrlá) – niewybitne wzniesienie (1043 m) w grzbiecie Jambory w słowackich Tatrach Zachodnich, pomiędzy Jamborową Skałką (1329 m) a znajdującą się tuż przy Umarłej Kopce Umarłą Przełęczą (988 m). Jest całkowicie zalesione. Zachodnie stoki Umarłej Kopki opadają do Doliny Bobrowieckiej, wschodnie do Doliny Juraniowej.
Przez Umarłą Kopkę nie prowadzi żaden szlak turystyczny, jej grań i stoki opadające do Doliny Juraniowej znajdują się na obszarze ochrony ścisłej Rezervácía Juráňova dolina.